# Ceraspis tibialis
Ceraspis tibialis är en skalbaggsart som beskrevs av Blanchard 1850. Ceraspis tibialis ingår i släktet Ceraspis och familjen Melolonthidae. Inga underarter finns listade i Catalogue of Life.